# Louis Chevalier (lekkoatleta)
Louis François Joseph Marie Chevalier (ur. 28 kwietnia 1921 w Chavagne, zm. 13 listopada 2006 w Rennes) – francuski lekkoatleta, chodziarz, dwukrotny uczestnik igrzysk olimpijskich.
Zajął 4. miejsce w chodzie na 10 000 metrów na mistrzostwach Europy w 1946 w Oslo. Na igrzyskach olimpijskich w 1948 w Londynie został zdyskwalifikowany w eliminacjach tej konkurencji.
Zajął 5. miejsce w chodzie na 10 000 metrów na mistrzostwach Europy w 1950 w Brukseli. Zajął 4. miejsce na tym dystansie na igrzyskach olimpijskich w 1952 w Helsinkach oraz 7. miejsce na mistrzostwach Europy w 1954 w Bernie.
Zdobył brązowy medal w chodzie na 10 000 metrów na igrzyskach śródziemnomorskich w 1955 w Barcelonie, przegrywając jedynie z Giuseppe Dordonim z Włoch i swym kolegą z reprezentacji Francji Rolandem Grisetem.
Był mistrzem Francji w chodzie na 10 000 metrów w latach 1945 i 1951–1953 oraz w chodzie na 20 kilometrów w 1956, a także wicemistrzem w chodzie na 10 000 metrów w 1946 i 1950 oraz w chodzie na 20 kilometrów w 1955 i 1959.
Był rekordzistą Francji w chodzie godzinnym w 1952 z wynikiem 13 136 m oraz w chodzie na 20 kilometrów w 1956 z czasem 1:33:30.